# Energia Areena
Die Energia Areena (voller Name: Vantaan Energia -areena) ist eine Mehrzweckhalle im Bezirk Myyrmäki der finnischen Stadt Vantaa, die zur Hauptstadtregion gehört. Die Halle ist ein Teil des Myyrmäen urheilupuisto (deutsch Myyrmäki-Sportpark), zu dem auch das Fußballstadion Myyrmäen jalkapallostadion gehört. Des Weiteren verfügt der Sportpark über die Myyrmäki-halli, zwei Eisbahnen, eine Leichtathletikanlage, einen Sandplatz, eine Skateboard- und Squashanlage sowie ein Fitnessstudio. Der Namenssponsor ist das Energieversorgungsunternehmen Vantaan Energia.

## Geschichte
Die Halle wurde 2006 fertiggestellt und eröffnet. Sie ist, neben dem Sport wie u. a. Unihockey, Badminton, Volleyball, Basketball, Handball, Boxen, Ringen, Budō und Futsal in Training wie Wettkämpfe, aber auch für Turnen oder Cheerleading und für verschiedene Veranstaltungen wie Firmen-, Kultur- und Messeveranstaltungen sowie Konzerte, ausgelegt. Die Veranstaltungsarena bietet 3500 Plätze, davon 2600 Sitzplätze. Die Arena wurde vom Bildungsministerium als Sportstätte des Jahres 2009 ausgezeichnet. Der Innenraum bietet eine Spielfläche von 60 × 41 m und eine Höhe von 12,5 m. Die Fläche kann auch in kleinere Bereiche abgeteilt werden.
Der finnische Basketballverband Suomen Koripalloliitto und die Betreiber der Sportarena vereinbarten im Februar 2007 eine Partnerschaft. Seitdem nutzen die finnische Basketballnationalmannschaft und die finnische Basketballnationalmannschaft der Damen die Halle für ihre Heimspiele. Das Badmintonturnier Sudirman Cup 2021 wurde in der Halle ausgetragen.